# 前134年
| 千纪： | 前1千纪 |
| 世纪： | 前3世纪 \| 前2世纪 \| 前1世纪                                                                                         |
| 年代： | 前160年代 \| 前150年代 \| 前140年代 \| 前130年代 \| 前120年代 \| 前110年代 \| 前100年代                               |
| 年份： | 前139年 \| 前138年 \| 前137年 \| 前136年 \| 前135年 \| 前134年 \| 前133年 \| 前132年 \| 前131年 \| 前130年 \| 前129年 |
| 纪年： | 西汉元光元年 |

## 大事记
- 汉武帝令举孝廉。
- 喜帕恰斯編製有1025顆恆星的星圖，並且創立了星等的概念。